# Tour d'Espagne 2019
Le Tour d'Espagne 2019 (en espagnol : Vuelta a España 2019) est la 74e édition de cette course cycliste masculine sur route. Le départ est donné le 24 août à Torrevieja, et l'arrivée a lieu le 15 septembre à Madrid. Il s'agit du troisième et dernier grand tour de la saison et de la 32e épreuve de l'UCI World Tour 2019. Le Tour fait également partie de la Coupe d'Espagne.
Grâce notamment à sa victoire dans le contre-la-montre, Primož Roglič (Jumbo-Visma) remporte le classement général et le classement par points. Il s'agit de sa première victoire sur un Grand Tour et de la première victoire d'un coureur slovène sur une épreuve de trois semaines. Il devance au classement final Alejandro Valverde (Movistar) et Tadej Pogačar (UAE Emirates), qui termine également meilleur jeune. Geoffrey Bouchard (AG2R La Mondiale) s'adjuge le classement de la montagne. Avec trois coureurs dans le Top 10 (Valverde, Nairo Quintana et Marc Soler), la formation Movistar gagne le classement par équipe.

## Présentation

### Parcours
Le parcours de la Vuelta est dévoilé par les organisateurs en décembre 2018. Neuf villes-départs et autant de villes-arrivées accueillent la course pour la première fois. Une seule étape dépasse la barre des 200 kilomètres (17e étape, 219,6 km). La course compte six arrivées au sommet, dont une dès la cinquième étape (située à l'Alto de Javalambre : 12 kilomètres à 7 %) et deux autres finals en côte. Au total, cinquante-neuf difficultés sont répertoriées au classement de la montagne, soit treize de plus qu’en 2018.
Après un contre-la-montre par équipes inaugural de 13,4 km autour de Torrevieja, les sprinteurs et les puncheurs se disputeront le premier bouquet individuel, avec l'Alto de Puig Llorença, dont le sommet est à 25 km de l'arrivée. Les deux étapes suivantes sont favorables aux sprinteurs. La 5e étape verra la première arrivée au sommet, devant l'observatoire de Javalambre, à près de 2 000 m d'altitude. Le lendemain, une deuxième arrivée au sommet est programmée, avec deux ascensions dans les 35 derniers kilomètres. Les 100 derniers kilomètres de l'étape suivante sont difficiles, avec notamment cinq ascensions répertoriées, dont la très pentue (12,3 % de pente moyenne) montée finale. Le lendemain, l'étape n'est pas toute plate, avec une montée de 2e catégorie à environ 30 km de l'arrivée. La première semaine se termine par une étape andorrane très courte (94,4 km), mais avec pas moins de cinq cols dont le Coll de la Gallina, l'Alto de Engolasters et ses 4 kilomètres non asphaltés, et la montée finale vers Cortals d'Encamp.
Après la première journée de repos, les coureurs disputeront un contre-la-montre individuel de 36,2 km entre Jurançon et Pau, qui accueille un mois et demi plus tôt le chrono du Tour de France. Deux étapes de moyenne montagne sont ensuite programmées : une étape franco-espagnole rarement plate, avec trois ascensions répertoriées ; puis une étape avec un enchaînement de trois côtes dans les 40 derniers kilomètres et une arrivée en bas de la dernière descente. La 13e étape est vraiment difficile, même sans dépasser les 900 m d'altitude, avec un parcours rythmé par six montées de 3e ou de 2e catégorie puis une montée finale Hors catégorie. Après une étape de plaine, deux étapes de montagne sont programmées. La première propose un enchaînement de quatre cols, dont l'ascension finale vers le sanctuaire de l'Acebo ; la seconde un enchaînement de trois cols de 1re catégorie, dont l'Alto de la Cubilla, en haut duquel sera jugée l'arrivée.
Après le second jour de repos, il restera cinq étapes : trois étapes pour les sprinteurs (les 17e, 19e et 21e étapes) et deux étapes de montagne. La 18e étape rappelle la prise de pouvoir de Fabio Aru sur l'édition 2015, avec un enchaînement de quatre cols de 1er catégorie et une arrivée en descente. La 20e étape démarre par une double ascension de 1re puis de 2e catégorie, emprunte les routes vallonnées des plateaux castillans, avant d'enchaîner le Puerta de Peña Negra, une côte non-répertoriée et l'ascension finale (3e catégorie) de l'Alto de Gredos,,.

### Équipes
Le Tour d'Espagne étant une manche du World Tour, les dix-huit WorldTeams participent à la course. Comme l'an passé, les organisateurs ont invité la formation Cofidis et les trois équipes continentales professionnelles espagnoles, à savoir Burgos-BH, Caja Rural-Seguros RGA et Euskadi Basque Country-Murias.
| WorldTeams (18)- AG2R La Mondiale - Astana - Bahrain-Merida - Bora-hansgrohe - CCC Team - Dimension Data - EF Education First - Groupama-FDJ - Team Jumbo-Visma - Lotto Soudal - Mitchelton-Scott - Movistar Team - Deceuninck-Quick Step - Katusha-Alpecin - Ineos - Team Sunweb - Trek-Segafredo - UAE Team Emirates Équipes continentales professionnelles (4)- Burgos-BH - Caja Rural-Seguros RGA - Cofidis, Solutions Crédits - Euskadi Basque Country-Murias |
| |

### Favoris
En l'absence de Simon Yates et Enric Mas, Miguel Ángel López (Astana) est le seul membre du podium de la dernière édition à être présent sur ce Tour d'Espagne. Vainqueur du Tour de Catalogne et 7e du Tour d'Italie, il pourra compter sur ses qualités de grimpeur, sa relative fraîcheur et une équipe très forte. Celle-ci alignera à ses côtés notamment Jakob Fuglsang, gagnant de Liège-Bastogne-Liège et du Critérium du Dauphiné. Meilleur rouleur des prétendants au classement général, Primož Roglič (Jumbo-Visma) est considéré comme le grand favori de la course,. Vainqueur de l'UAE Tour, de Tirreno-Adriatico, du Tour de Romandie et des deux premiers contre-la-montre sur le Tour d'Italie, il a terminé 3e du Giro. Avec Steven Kruijswijk, 4e l'an passé et 3e du dernier Tour de France, l'équipe sera une des plus fortes de l'épreuve. Il faudra en revanche bien gérer la relation entre ces deux leaders. La troisième formation forte de l'épreuve est l'équipe Movistar. Avec le forfait de dernière minute de Richard Carapaz, les deux principales cartes de l'équipe sont Nairo Quintana, vainqueur de la Vuelta en 2016, et le champion du monde Alejandro Valverde. Avec Marc Soler comme lieutenant, le duo devrait se montrer offensif en montagne.
Deux équipes alignent comme leader un coureur qui est généralement équipier de luxe : Ineos avec Wout Poels, 6e en 2017 et dont le parcours sied à ces qualités de grimpeur-puncheur (il a remporté Liège-Bastogne-Liège 2016), et AG2R La Mondiale avec Pierre Latour, dont la saison a été perturbée par une grave chute en février. Esteban Chaves (Mitchelton-Scott), Rigoberto Urán (EF Education First), Wilco Kelderman (Sunweb), Rafał Majka (Bora-Hansgrohe) et Fabio Aru (UAE Emirates) font aussi partie des favoris,.
Les trois principaux sprinteurs sont Fernando Gaviria (UAE Emirates), vainqueur cette année d'une étape sur le Tour d'Italie, le champion d'Irlande Sam Bennett (Bora-Hansgrohe), triple vainqueur d'étape sur le Tour d'Italie 2018, et le champion des Pays-Bas Fabio Jakobsen (Deceuninck-Quick Step), qui dispute le premier Grand Tour de sa carrière. John Degenkolb (Trek-Segefredo), qui a déjà levé les bras à 10 reprises sur le Tour d'Espagne, Marc Sarreau (Groupama-FDJ), Luka Mezgec (Mitchelton-Scott) et Clément Venturini (AG2R La Mondiale) sont également présents.

### Primes
La course attribue les prix suivants. Tous les montants sont en euros
| Position                     | Position                    | 1er     | 2e     | 3e     | 4e     | 5e     | 6e    | 7e    | 8e    | 9e    | 10e-20e | Total     | Total     |
| Classement général           | Classement final            | 150 000 | 57 985 | 30 000 | 15 000 | 12 500 | 9 000 | 9 000 | 6 000 | 6 000 | 3 800   | 337 285   | 347 785   |
| Classement général           | Leader                      | 500     |        |        |        |        |       |       |       |       |         | 10 500    | 347 785   |
| Par étape                    | Par étape                   | 11 000  | 5 500  | 2 700  | 1 500  | 1 100  | 900   | 900   | 650   | 650   | 360     | 28 860    | 28 860    |
| Classement par points        | Sprints intermédiaires (19) | 550     | 180    | 95     |        |        |       |       |       |       |         | 15 675    | 35 675    |
| Classement par points        | Leader                      | 100     |        |        |        |        |       |       |       |       |         | 2 000     | 35 675    |
| Classement par points        | Classement final            | 11 000  | 5 000  | 2 000  |        |        |       |       |       |       |         | 18 000    | 35 675    |
| Classement de la montagne    | Cima Alberto Fernandez      | 1 000   | 520    |        |        |        |       |       |       |       |         | 1 520     | 52 080    |
| Classement de la montagne    | Col Hors catégorie (2)      | 920     | 615    |        |        |        |       |       |       |       |         | 3 070     | 52 080    |
| Classement de la montagne    | 1re catégorie (16)          | 460     | 310    |        |        |        |       |       |       |       |         | 12 320    | 52 080    |
| Classement de la montagne    | 2e catégorie (14)           | 230     | 155    |        |        |        |       |       |       |       |         | 5 390     | 52 080    |
| Classement de la montagne    | 3e catégorie (24)           | 115     | 80     |        |        |        |       |       |       |       |         | 4 680     | 52 080    |
| Classement de la montagne    | Leader                      | 100     |        |        |        |        |       |       |       |       |         | 2 000     | 52 080    |
| Classement de la montagne    | Classement final            | 13 000  | 6 600  | 3 500  |        |        |       |       |       |       |         | 23 100    | 52 080    |
| Classement du meilleur jeune | Leader                      | 70      |        |        |        |        |       |       |       |       |         | 1 400     | 19 400    |
| Classement du meilleur jeune | Classement final            | 11 000  | 5 000  | 2 000  |        |        |       |       |       |       |         | 18 000    | 19 400    |
| Classement par équipe        | Par étape                   | 400     | 200    | 100    |        |        |       |       |       |       |         | 14 700    | 52 000    |
| Classement par équipe        | Classement final            | 12 500  | 7 500  | 5 500  | 4 300  | 3 200  | 2 200 | 1 100 | 1 100 |       |         | 37 300    | 52 000    |
| Combativité                  | Par étape                   | 200     |        |        |        |        |       |       |       |       |         | 4 000     | 7 000     |
| Combativité                  | Vuelta                      | 3 000   |        |        |        |        |       |       |       |       |         | 3 000     | 7 000     |
| Total                        | Total                       | Total   | Total  | Total  | Total  | Total  | Total | Total | Total | Total | Total   | 1 120 000 | 1 120 000 |

## Déroulement de la course

### 24 - 27 août: début d'épreuve
Le contre-la-montre par équipe inaugural est remporté par la formation Astana, avec deux secondes d'avance sur Deceuninck-Quick Step et cinq sur Sunweb. Ce succès permet à Miguel Ángel López de s'emparer des maillots rouges et blancs. Les formations EF Education First, Bora-Hansgrohe, Movistar et Ineos terminent respectivement à 7, 13, 16 et 25 secondes des vainqueurs. Perturbée par une chute collective, l'équipe Jumbo-Visma concède 40 secondes. Le lendemain, le peloton explose dans la dernière ascension, puis un groupe de six coureurs se détache à 20 km de l'arrivée. On y retrouve Nairo Quintana (Movistar), Primož Roglič (Jumbo-Visma), Rigoberto Urán (EF Education First), Fabio Aru (UAE Emirates), Nicolas Roche (Sunweb) et Mikel Nieve (Mitchelton-Scott). Quintana attaque à 3,1 km de l'arrivée et s'impose avec 5 secondes d'avance sur le groupe de poursuivants. Le groupe maillot rouge — composé de 13 coureurs — termine à 37 secondes, le peloton, avec notamment Jakob Fuglsang (Astana) et Steven Kruijswijk (Jumbo-Visma), concède 1 minute 43. Roche prend la tête du classement général, avec deux secondes d'avance sur Quintana, qui s'empare du maillot vert, et 8 sur Urán. Aucun changement majeur au classement général ne se produit lors des deux étapes suivantes, qui se terminent par un sprint massif. Le champion d'Irlande Sam Bennett (Bora-Hansgrohe) remporte la 3e étape, devant Edward Theuns (Trek-Segafredo) et Luka Mezgec (Mitchelton-Scott). Le champion des Pays-Bas Fabio Jakobsen (Deceuninck-Quick Step) s'impose le lendemain, devant Bennett et Fernando Gaviria (UAE Emirates). Le champion d'Irlande s'empare du maillot vert. Steven Kruijswijk abandonne sur cette étape.

### 28 - 31 août: changements quotidiens de maillot rouge
Angel Madrazo (Burgos-BH) fait coup double lors de la 5e étape, en levant les bras devant l'observatoire de Javalambre et en confortant son maillot à pois. Il devance dans le dernier kilomètre ses deux compagnons d'échappée, son coéquipier Jetse Bol et José Herrada (Cofidis). Dans le peloton, le champion du monde Alejandro Valverde (Movistar) accélère à 4 km de l'arrivée, ce qui sera fatal à Nicolas Roche. Miguel Angel Lopez attaque quelques hectomètres plus loin et termine à 47 secondes du vainqueur. Il devance sur la ligne Valverde et Roglic de 12 secondes, Tadej Pogačar (UAE Emirates) de 42 secondes, Quintana de 54 secondes et Uran de 1 minute 24 secondes. Lopez prend la tête du classement général. Seuls cinq coureurs sont à moins d'une minute au classement : le Colombien devance Roglic de 14 secondes, Quintana de 23, Valverde de 28, Roche de 57 et Uran de 59. Le lendemain, une échappée de 11 coureurs se dispute la victoire d'étape. Parmi eux, Tejay Van Garderen (EF Education First) perd ses chances de victoires en chutant dans la descente de l'avant-dernière ascension du jour. Il abandonne lors de l'étape suivante. Plus tôt dans la journée, Víctor de la Parte (CCC Team), Nicolas Roche, Rigoberto Uran et Hugh Carthy (EF Eduction First) sont eux-aussi contraints à l'abandon sur chute. Jesus Herrada (Cofidis) gagne l'étape, avec 7 secondes d'avance sur Dylan Teuns (Bahrain-Merida) et 21 sur Dorian Godon (AG2R La Mondiale). Les favoris de l'épreuve terminent ensemble. Teuns s'empare de la tête du classement général, avec 38 secondes d'avance sur David de la Cruz (Ineos) et 1 minute sur Lopez. Après trois attaques de Quintana, le champion du monde s'impose au sommet de l'Alto Mas de la Costa, juste devant Roglic, 6 secondes devant Quintana, qui s'empare du maillot vert, et Lopez. Le maillot blanc récupère le maillot rouge, avec 6 secondes d'avance sur Roglic, 16 secondes sur Valverde et 27 secondes sur Quintana. Derrière, les écarts sont plus importants. Rafał Majka (Bora-Hansgrohe), Tadej Pogacar et Esteban Chaves (Mitchelton-Scott) sont respectivement pointés à 1 minute 58, 2 minutes 36 et 2 minutes 52. George Bennett (Jumbo-Visma), Wilco Kelderman (Sunweb) et Fabio Aru ont plus de 40 secondes de retard supplémentaires. Composée de 21 éléments, l'échappée prend le large et se dispute le gain de la 8e étape. Nikias Arndt (Sunweb) bat au sprint ses 12 premiers compagnons de fugue, Alexander Aranburu (Caja Rural-Seguros RGA) et Tosh Van der Sande (Lotto-Soudal) complètent le podium. Le peloton concède 9 minutes 24. En terminant dans le temps du vainqueur, Nicolas Edet (Cofidis) s'empare du maillot rouge, avec 2 minutes 21 secondes d'avance sur Teuns et 3 minutes 01 seconde sur Lopez.

### 1erseptembre: la course en Andorre
Lors de l'étape andoranne, Edet est distancé à 3 km du sommet du Coll de la Gallina. Le maillot blanc est le premier des favoris à attaquer et s'isole à plus de 19 km de l'arrivée. Derrière, l'équipe Movistar montre sa force collective dans l'ascension finale : Marc Soler s'isole en tête de la course à 5 km de l'arrivée, tandis que Quintana et Valverde reprennent Lopez. L'équipe demande à Soler de se relever à 3,3 km du but, pour attendre le maillot vert, accompagné de Pogacar. Le slovène en profite pour attaquer à 2 km de la ligne et aller remporter l'étape, avec 23 secondes d'avance sur Quintana, 48 sur Roglic et Valverde. Lopez est 9e à 1 minute 01 du vainqueur. Marc Soler a montré son profond agacement lorsque ses directeurs sportifs lui ont demandé de se relever, avant de s'excuser lors de la journée de repos. Nairo Quintana prend la tête du classement général, avec 6 secondes d'avance sur Primoz Roglic, 17 sur Miguel Angel Lopez, 20 sur Alejandro Valverde et 1 minute 42 sur Tadej Pogacar. Présents dans l'échappée la veille, Carl Fredrik Hagen (Lotto-Soudal), Nicolas Edet et Dylan Teuns conservent une place dans le Top 10, en étant respectivement 6e, 7e et 10e du classement général.

### 3 - 9 septembre: Roglič creuse l'écart
Primoz Roglic remporte le contre-la-montre, avec 25 secondes d'avance sur Patrick Bevin (CCC Team) et 27 sur Rémi Cavagna (Deceuninck-Quick Step). Pogacar concède 1 minute 29, Valverde 1 minute 38, Lopez 2 minutes et Quintana 3 minutes 06. Roglic s'empare ainsi des maillots rouges et verts. Au classement général, Roglic devance Valverde de 1 minute 52, le maillot blanc de 2 minutes 11, Quintana de 3 minutes et Pogacar de 3 minutes 05. Dans le reste du Top 10, Majka passe devant Edet et Teuns passe devant Kelderman. Aucun changement notable au classement général ne se produit le lendemain. Le peloton laisse filer l'échappée, composée de 14 coureurs. Mikel Iturria (Euskadi Basque Country-Murias) part en solitaire à 25 km de l'arrivée et lève les bras, avec 6 secondes d'avance sur Jonathan Lastra (Caja Rural-Seguros RGA) et Lawson Craddock (EF Education First). Lors de la 12e étape, l'échappée met plus de 70 km à se dessiner. Les fuyards vont se disputer la victoire d'étape. Philippe Gilbert (Deceuninck-Quick Step) distance ses compagnons de fugue à 1,3 km du sommet de l'Alto de Arraiz et s'impose avec 3 secondes d'avance sur Alexander Aranburu et Fernando Barceló (Euskadi Basque Country-Murias). Malgré une attaque de Miguel Angel Lopez, les favoris arrivent ensemble à Bilbao. Pogacar s'impose ensuite au sommet de l'Alto de los Machucos, juste devant Roglic. Les deux slovènes franchissent la ligne avec 27 secondes d'avance sur Pierre Latour (AG2R La Mondiale), Valverde, Quintana et Majka, 1 minute 01 sur Lopez. Primoz Roglic conforte son maillot rouge, avec désormais 2 minutes 25 secondes d'avance sur le champion du monde, 3 minutes 01 sur Tadej Pogacar, qui s'empare du maillot blanc, 3 minutes 18 sur Miguel Angel Lopez et 3 minutes 33 sur Nairo Quintana. La 14e étape accouche d'un sprint massif, perturbé par une chute massive à la flamme rouge. Sam Bennett s'adjuge le gain de l'étape, en devançant Maximiliano Richeze (Deceuninck-Quick Step) et Tosh Van der Sande. Aucun changement au classement général n'est à signaler.
L'échappée devance à nouveau le peloton lors de l'étape suivante : Sepp Kuss (Jumbo-Visma) lève les bras, avec 39 secondes d'avance sur Ruben Guerreiro (Katusha-Alpecin) et 40 sur Tao Geoghegan Hart (Ineos). Derrière, Roglic et Valverde devancent Lopez et Pogacar de 41 secondes, Majka de 59 secondes, Kelderman et Quintana de 1 minute 36 secondes. Le maillot rouge a désormais 2 minutes 25 secondes d'avance sur Valverde, 3 minutes 42 sur Pogacar, 3 minutes 59 sur Lopez et 5 minutes 09 sur Quintana. Dylan Teuns sort du Top 10, au profit notamment de son coéquipier Hermann Pernsteiner. Jakob Fuglsang (Astana) se joue de ses compagnons d'échappée le lendemain, il devance Tao Geoghegan Hart de 22 secondes et son coéquipier Luis Léon Sánchez de 40 secondes. Présent dans le groupe de tête, Geoffrey Bouchard (AG2R La Mondiale) s'empare du maillot à pois. Après plusieurs attaques de Miguel Angel Lopez, ce dernier, le maillot rouge et le maillot blanc creusent l'écart sur leurs adversaires. Valverde concède 23 secondes, Majka 24 secondes, Quintana 2 minutes 34. Ce dernier perd sa 5e place au classement général, au profit de Majka. L'écart entre Roglic et Valverde passe à 2 minutes 48.

### 11 - 15 septembre: rebondissements dans la course au podium
La formation Deceuninck-Quick Step profite du vent pour provoquer des bordures lors de la 17e étape. Cinq membres du Top 20 au classement général font partie du groupe de tête : Nairo Quintana, Wilco Kelderman, James Knox (Deceuninck-Quick Step), Dylan Teuns et Esteban Chaves. Ce dernier sera cependant ensuite distancé et repris par le groupe maillot rouge. Zdeněk Štybar (Deceuninck-Quick Step) attaque à 2,3 km de l'arrivée. Il est repris à 500 m de la ligne par le démarrage de Sam Bennett. Philippe Gilbert le dépasse à 100 m de l'arrivée et s'impose, avec deux secondes d'avance sur le champion d'Irlande et Rémi Cavagna, Teuns et Kelderman sont dans la roue. Des cassures ont lieu dans le final : Knox termine à six secondes du vainqueur et Quintana à dix. Le groupe maillot rouge, avec les cinq premiers du classement général au départ de l'étape, franchit la ligne 5 min 29 s secondes après Gilbert. Miguel Angel Lopez écope de dix secondes de pénalité, pour une relais à la volée avec Jakob Fuglsang. Au classement général, Quintana remonte à la 2e place, à 2 min 24 s de Roglic, tandis que Kelderman est désormais 6e à 5 min 5 s. Knox et Teuns font leur entrée dans le Top 10, en étant respectivement 8e à 8 min 3 s et 10e à 12 min 21 s. Le lendemain, Miguel Angel Lopez attaque dans le Puerto de la Morcuera, à 60 km de l'arrivée, mais il est repris dès les premières pentes du Puerto de Cotos. Les multiples accélérations de Lopez font exploser le groupe des favoris. Dernier rescapé de l'échappée, Sergio Higuita (EF Education First) d'adjuge la victoire d'étape, avec quinze secondes d'avance sur Roglic, Valverde et Majka, dix-sept sur Lopez, 1 min 16 s sur Quintana et Pogacar, 4 min 50 s sur Kelderman. Primoz Roglic conforte ainsi son maillot rouge, avec 2 min 50 s secondes d'avance sur Alejandro Valverde et 3 min 31 s sur Nairo Quintana. Miguel Angel Lopez reprend la 4e place du classement et le maillot blanc, à 4 min 17 s du maillot rouge. Tadej Pogacar, Rafal Majka et Wilco Kelderman ont désormais 4 min 49 s, 7 min 46 s et 9 min 46 s de retard. Marc Soler fait son entrée dans le top 10, à plus de vingt et une minutes de Roglic. Lors de l'étape suivante, une chute à 67 km de l'arrivée met à terre de nombreux coureurs, dont le maillot rouge et le maillot blanc. L'équipe Movistar accélère alors le rythme de la première partie du peloton. Même si le groupe maillot rouge finit par recoller, la polémique est vive après l'étape. Le plus virulent est Miguel Angel Lopez, qui traite les Movistar de « stupides » et y voit « un manque de respect ». Du côté de la formation espagnole, le directeur sportif José Luis Arrieta déclare que l'équipe préparait simplement un coup de bordure et que « il n’y a aucune loi de l’UCI qui [leur] interdit de faire ça ». Les Bora-Hansgrohe provoquent des bordures à 36 km du but, Roglic est à nouveau piégé mais parvient à rentrer sur le premier peloton. Rémi Cavagna distance ses compagnons d'échappée à 24,6 km de l'arrivée. Il remporte l'étape, avec cinq secondes d'avance sur le peloton, réglé par Bennett et Stybar.
Sur la dernière étape de montagne, après deux attaques de Lopez, Pogacar part en solitaire à 4,5 km du sommet du Puerto de Peña Negra. Il prend du champ sur la fin de la montée puis maintient son avance. Il lève finalement les bras, avec 1 min 32 s secondes d'avance sur Valverde et Majka, 1 min 41 s sur le maillot rouge, 1 min 56 s sur Quintana, 1 min 59 s sur Kelderman et 2 min 12 s sur le maillot blanc. Au classement général, Roglic a 2 min 33 s secondes d'avance sur le champion du monde. L'escapade de Pogacar lui permet de monter sur le podium, à 2 min 55 s, et de reprendre la tête du classement du meilleur jeune. Derrière, Quintana et Lopez ont respectivement 3 min 46 s et 4 min 48 s de retard. James Knox sort du top 10, au profit de Soler et surtout de Mikel Nieve, à plus de 22 min du leader de la course. Aucun changement au classement général ne se produit lors de l'étape madrilène, qui se conclut par un sprint massif. Fabio Jakobsen s'impose, en devançant Sam Bennett et Szymon Sajnok (CCC Team). Primoz Roglic remporte ainsi le classement général et le classement par points, devant Alejandro Valverde et le maillot blanc Tadej Pogacar. Geoffrey Bouchard gagne le classement du meilleur grimpeur. Avec trois coureurs dans le top 10, la formation Movistar termine en tête du classement par équipe. Miguel Angel Lopez est élu coureur le plus combatif de ce Tour d'Espagne.

## Étapes
| Étape     | Date       | Villes étapes                                 | type                         | Distance (km) | Vainqueur d'étape  | Leader du classement général |
| --------- | ---------- | --------------------------------------------- | ---------------------------- | ------------- | ------------------ | ---------------------------- |
| 1re étape | 24 août    | Torrevieja – Torrevieja                       | contre-la-montre par équipes | 13,4          | Astana             | Miguel Ángel López           |
| 2e étape  | 25 août    | Benidorm – Calp                               | étape de moyenne montagne    | 199,6         | Nairo Quintana     | Nicolas Roche                |
| 3e étape  | 26 août    | Ibi – Alicante                                | étape de plaine              | 188           | Sam Bennett        | Nicolas Roche                |
| 4e étape  | 27 août    | Cullera – el Puig de Santa Maria              | étape de plaine              | 175,5         | Fabio Jakobsen     | Nicolas Roche                |
| 5e étape  | 28 août    | L'Eliana – Javalambre                         | étape de moyenne montagne    | 170,7         | Ángel Madrazo      | Miguel Ángel López           |
| 6e étape  | 29 août    | Mora de Rubielos – Ares del Maestrat          | étape de moyenne montagne    | 198,9         | Jesús Herrada      | Dylan Teuns                  |
| 7e étape  | 30 août    | Onda – Llucena                                | étape de montagne            | 183,2         | Alejandro Valverde | Miguel Ángel López           |
| 8e étape  | 31 août    | Valls – Igualada                              | étape de moyenne montagne    | 166,9         | Nikias Arndt       | Nicolas Edet                 |
| 9e étape  | 1 sept.    | Andorre-la-Vieille – Els Cortals d'Encamp     | étape de montagne            | 94,4          | Tadej Pogačar      | Nairo Quintana               |
|           | 2 sept. :  | jour de repos                                 | Jour de repos                |               |                    |                              |
| 10e étape | 3 sept.    | Jurançon – Pau                                | contre-la-montre individuel  | 36,2          | Primož Roglič      | Primož Roglič                |
| 11e étape | 4 sept.    | Saint-Palais – Urdazubi                       | étape de moyenne montagne    | 180           | Mikel Iturria      | Primož Roglič                |
| 12e étape | 5 sept.    | Los Arcos – Bilbao                            | étape de moyenne montagne    | 171,4         | Philippe Gilbert   | Primož Roglič                |
| 13e étape | 6 sept.    | Bilbao – Los Machucos                         | étape de montagne            | 166,4         | Tadej Pogačar      | Primož Roglič                |
| 14e étape | 7 sept.    | San Vicente de la Barquera – Oviedo           | étape de plaine              | 188           | Sam Bennett        | Primož Roglič                |
| 15e étape | 8 sept.    | Tinéu – Santuario de Nuestra Señora del Acebo | étape de montagne            | 154,4         | Sepp Kuss          | Primož Roglič                |
| 16e étape | 9 sept.    | Pravia – Puertu de la Cubieḷḷa                | étape de montagne            | 144,4         | Jakob Fuglsang     | Primož Roglič                |
|           | 10 sept. : | jour de repos                                 | Jour de repos                |               |                    |                              |
| 17e étape | 11 sept.   | Aranda de Duero – Guadalajara                 | étape de plaine              | 219,6         | Philippe Gilbert   | Primož Roglič                |
| 18e étape | 12 sept.   | Colmenar Viejo – Becerril de la Sierra        | étape de montagne            | 177,5         | Sergio Higuita     | Primož Roglič                |
| 19e étape | 13 sept.   | Ávila – Tolède                                | étape de plaine              | 165,2         | Rémi Cavagna       | Primož Roglič                |
| 20e étape | 14 sept.   | Arenas de San Pedro – Plataforma de Gredos    | étape de montagne            | 190,4         | Tadej Pogačar      | Primož Roglič                |
| 21e étape | 15 sept.   | Fuenlabrada – Madrid                          | étape de plaine              | 106,6         | Fabio Jakobsen     | Primož Roglič                |

## Classements finals

### Classement général final
| \| Classement général \| Classement général \| Classement général \| Classement général \| Classement général \| \| Coureur \| Coureur \| Pays \| Équipe \| Temps \| \| ------------------ \| ------------------- \| ------------------ \| -------------------------- \| ------------------ \| \| 1er \| Primož Roglič \| Slovénie \| Team Jumbo-Visma \| 83 h 07 min 31 s \| \| 2e \| Alejandro Valverde \| Espagne \| Movistar Team \| + 2 min 16 s \| \| 3e \| Tadej Pogačar \| Slovénie \| UAE Team Emirates \| + 2 min 38 s \| \| 4e \| Nairo Quintana \| Colombie \| Movistar Team \| + 3 min 29 s \| \| 5e \| Miguel Ángel López \| Colombie \| Astana \| + 4 min 31 s \| \| 6e \| Rafał Majka \| Pologne \| Bora-Hansgrohe \| + 7 min 16 s \| \| 7e \| Wilco Kelderman \| Pays-Bas \| Team Sunweb \| + 9 min 47 s \| \| 8e \| Carl Fredrik Hagen \| Norvège \| Lotto-Soudal \| + 12 min 54 s \| \| 9e \| Marc Soler \| Espagne \| Movistar Team \| + 22 min 10 s \| \| 10e \| Mikel Nieve \| Espagne \| Mitchelton-Scott \| + 22 min 17 s \| \| 11e \| James Knox \| Royaume-Uni \| Deceuninck-Quick Step \| + 22 min 52 s \| \| 12e \| Dylan Teuns \| Belgique \| Bahrain-Merida \| + 23 min 49 s \| \| 13e \| Jakob Fuglsang \| Danemark \| Astana \| + 26 min 32 s \| \| 14e \| Sergio Higuita \| Colombie \| EF Education First \| + 32 min 17 s \| \| 15e \| Hermann Pernsteiner \| Autriche \| Bahrain-Merida \| + 33 min 23 s \| \| 16e \| Ion Izagirre \| Espagne \| Astana \| + 42 min 00 s \| \| 17e \| Ruben Guerreiro \| Portugal \| Katusha-Alpecin \| + 42 min 05 s \| \| 18e \| Nicolas Edet \| France \| Cofidis, Solutions Crédits \| + 46 min 07 s \| \| 19e \| Esteban Chaves \| Colombie \| Mitchelton-Scott \| + 52 min 46 s \| \| 20e \| Tao Geoghegan Hart \| Royaume-Uni \| Team Ineos \| + 1 h 04 min 04 s \| |                     |             |                            |                   |
| |                     |             |                            |                   |
| Source : ProCyclingStats |                     |             |                            |                   |
| Classement général |                     |             |                            |                   |
| Coureur | Coureur             | Pays        | Équipe                     | Temps             |
| 1er | Primož Roglič       | Slovénie    | Team Jumbo-Visma           | 83 h 07 min 31 s  |
| 2e | Alejandro Valverde  | Espagne     | Movistar Team              | + 2 min 16 s      |
| 3e | Tadej Pogačar       | Slovénie    | UAE Team Emirates          | + 2 min 38 s      |
| 4e | Nairo Quintana      | Colombie    | Movistar Team              | + 3 min 29 s      |
| 5e | Miguel Ángel López  | Colombie    | Astana                     | + 4 min 31 s      |
| 6e | Rafał Majka         | Pologne     | Bora-Hansgrohe             | + 7 min 16 s      |
| 7e | Wilco Kelderman     | Pays-Bas    | Team Sunweb                | + 9 min 47 s      |
| 8e | Carl Fredrik Hagen  | Norvège     | Lotto-Soudal               | + 12 min 54 s     |
| 9e | Marc Soler          | Espagne     | Movistar Team              | + 22 min 10 s     |
| 10e | Mikel Nieve         | Espagne     | Mitchelton-Scott           | + 22 min 17 s     |
| 11e | James Knox          | Royaume-Uni | Deceuninck-Quick Step      | + 22 min 52 s     |
| 12e | Dylan Teuns         | Belgique    | Bahrain-Merida             | + 23 min 49 s     |
| 13e | Jakob Fuglsang      | Danemark    | Astana                     | + 26 min 32 s     |
| 14e | Sergio Higuita      | Colombie    | EF Education First         | + 32 min 17 s     |
| 15e | Hermann Pernsteiner | Autriche    | Bahrain-Merida             | + 33 min 23 s     |
| 16e | Ion Izagirre        | Espagne     | Astana                     | + 42 min 00 s     |
| 17e | Ruben Guerreiro     | Portugal    | Katusha-Alpecin            | + 42 min 05 s     |
| 18e | Nicolas Edet        | France      | Cofidis, Solutions Crédits | + 46 min 07 s     |
| 19e | Esteban Chaves      | Colombie    | Mitchelton-Scott           | + 52 min 46 s     |
| 20e | Tao Geoghegan Hart  | Royaume-Uni | Team Ineos                 | + 1 h 04 min 04 s |

### Classements annexes finaux
| Classement par points | Classement par points | Classement par points | Classement par points | Classement par points |
| Coureur               | Coureur               | Pays                  | Équipe                | Points                |
| --------------------- | --------------------- | --------------------- | --------------------- | --------------------- |
| 1er                   | Primož Roglič         | Slovénie              | Team Jumbo-Visma      | 155 pts               |
| 2e                    | Tadej Pogačar         | Slovénie              | UAE Team Emirates     | 136 pts               |
| 3e                    | Sam Bennett           | Irlande               | Bora-Hansgrohe        | 134 pts               |
| 4e                    | Alejandro Valverde    | Espagne               | Movistar Team         | 132 pts               |
| 5e                    | Nairo Quintana        | Colombie              | Movistar Team         | 100 pts               |
| 6e                    | Miguel Ángel López    | Colombie              | Astana                | 76 pts                |
| 7e                    | Philippe Gilbert      | Belgique              | Deceuninck-Quick Step | 73 pts                |
| 8e                    | Dylan Teuns           | Belgique              | Bahrain-Merida        | 69 pts                |
| 9e                    | Tosh Van der Sande    | Belgique              | Lotto-Soudal          | 63 pts                |
| 10e                   | Sergio Higuita        | Colombie              | EF Education First    | 62 pts                |

| Classement par points | Classement par points | Classement par points | Classement par points | Classement par points |
| Coureur               | Coureur               | Pays                  | Équipe                | Points                |
| --------------------- | --------------------- | --------------------- | --------------------- | --------------------- |
| 1er                   | Primož Roglič         | Slovénie              | Team Jumbo-Visma      | 155 pts               |
| 2e                    | Tadej Pogačar         | Slovénie              | UAE Team Emirates     | 136 pts               |
| 3e                    | Sam Bennett           | Irlande               | Bora-Hansgrohe        | 134 pts               |
| 4e                    | Alejandro Valverde    | Espagne               | Movistar Team         | 132 pts               |
| 5e                    | Nairo Quintana        | Colombie              | Movistar Team         | 100 pts               |
| 6e                    | Miguel Ángel López    | Colombie              | Astana                | 76 pts                |
| 7e                    | Philippe Gilbert      | Belgique              | Deceuninck-Quick Step | 73 pts                |
| 8e                    | Dylan Teuns           | Belgique              | Bahrain-Merida        | 69 pts                |
| 9e                    | Tosh Van der Sande    | Belgique              | Lotto-Soudal          | 63 pts                |
| 10e                   | Sergio Higuita        | Colombie              | EF Education First    | 62 pts                |

| Classement de la montagne | Classement de la montagne | Classement de la montagne | Classement de la montagne     | Classement de la montagne |
| Coureur                   | Coureur                   | Pays                      | Équipe                        | Points                    |
| ------------------------- | ------------------------- | ------------------------- | ----------------------------- | ------------------------- |
| 1er                       | Geoffrey Bouchard         | France                    | AG2R La Mondiale              | 76 pts                    |
| 2e                        | Ángel Madrazo             | Espagne                   | Burgos-BH                     | 44 pts                    |
| 3e                        | Sergio Samitier           | Espagne                   | Euskadi Basque Country-Murias | 42 pts                    |
| 4e                        | Tadej Pogačar             | Slovénie                  | UAE Team Emirates             | 38 pts                    |
| 5e                        | Tao Geoghegan Hart        | Royaume-Uni               | Team Ineos                    | 35 pts                    |
| 6e                        | Wout Poels                | Pays-Bas                  | Team Ineos                    | 31 pts                    |
| 7e                        | Alejandro Valverde        | Espagne                   | Movistar Team                 | 29 pts                    |
| 8e                        | Sergio Henao              | Colombie                  | UAE Team Emirates             | 27 pts                    |
| 9e                        | Jakob Fuglsang            | Danemark                  | Astana                        | 24 pts                    |
| 10e                       | Mikel Bizkarra            | Espagne                   | Euskadi Basque Country-Murias | 22 pts                    |

| Classement de la montagne | Classement de la montagne | Classement de la montagne | Classement de la montagne     | Classement de la montagne |
| Coureur                   | Coureur                   | Pays                      | Équipe                        | Points                    |
| ------------------------- | ------------------------- | ------------------------- | ----------------------------- | ------------------------- |
| 1er                       | Geoffrey Bouchard         | France                    | AG2R La Mondiale              | 76 pts                    |
| 2e                        | Ángel Madrazo             | Espagne                   | Burgos-BH                     | 44 pts                    |
| 3e                        | Sergio Samitier           | Espagne                   | Euskadi Basque Country-Murias | 42 pts                    |
| 4e                        | Tadej Pogačar             | Slovénie                  | UAE Team Emirates             | 38 pts                    |
| 5e                        | Tao Geoghegan Hart        | Royaume-Uni               | Team Ineos                    | 35 pts                    |
| 6e                        | Wout Poels                | Pays-Bas                  | Team Ineos                    | 31 pts                    |
| 7e                        | Alejandro Valverde        | Espagne                   | Movistar Team                 | 29 pts                    |
| 8e                        | Sergio Henao              | Colombie                  | UAE Team Emirates             | 27 pts                    |
| 9e                        | Jakob Fuglsang            | Danemark                  | Astana                        | 24 pts                    |
| 10e                       | Mikel Bizkarra            | Espagne                   | Euskadi Basque Country-Murias | 22 pts                    |

| Classement du meilleur jeune | Classement du meilleur jeune | Classement du meilleur jeune | Classement du meilleur jeune  | Classement du meilleur jeune |
| Coureur                      | Coureur                      | Pays                         | Équipe                        | Temps                        |
| ---------------------------- | ---------------------------- | ---------------------------- | ----------------------------- | ---------------------------- |
| 1er                          | Tadej Pogačar                | Slovénie                     | UAE Team Emirates             | 83 h 10 min 09 s             |
| 2e                           | Miguel Ángel López           | Colombie                     | Astana                        | + 1 min 53 s                 |
| 3e                           | James Knox                   | Royaume-Uni                  | Deceuninck-Quick Step         | + 20 min 14 s                |
| 4e                           | Sergio Higuita               | Colombie                     | EF Education First            | + 29 min 39 s                |
| 5e                           | Ruben Guerreiro              | Portugal                     | Katusha-Alpecin               | + 39 min 27 s                |
| 6e                           | Tao Geoghegan Hart           | Royaume-Uni                  | Team Ineos                    | + 1 h 01 min 26 s            |
| 7e                           | Kilian Frankiny              | Suisse                       | Groupama-FDJ                  | + 1 h 09 min 04 s            |
| 8e                           | Óscar Rodríguez Garaicoechea | Espagne                      | Euskadi Basque Country-Murias | + 1 h 10 min 36 s            |
| 9e                           | Ben O'Connor                 | Australie                    | Dimension Data                | + 1 h 23 min 15 s            |
| 10e                          | Sepp Kuss                    | États-Unis                   | Team Jumbo-Visma              | + 1 h 32 min 55 s            |

| Classement du meilleur jeune | Classement du meilleur jeune | Classement du meilleur jeune | Classement du meilleur jeune  | Classement du meilleur jeune |
| Coureur                      | Coureur                      | Pays                         | Équipe                        | Temps                        |
| ---------------------------- | ---------------------------- | ---------------------------- | ----------------------------- | ---------------------------- |
| 1er                          | Tadej Pogačar                | Slovénie                     | UAE Team Emirates             | 83 h 10 min 09 s             |
| 2e                           | Miguel Ángel López           | Colombie                     | Astana                        | + 1 min 53 s                 |
| 3e                           | James Knox                   | Royaume-Uni                  | Deceuninck-Quick Step         | + 20 min 14 s                |
| 4e                           | Sergio Higuita               | Colombie                     | EF Education First            | + 29 min 39 s                |
| 5e                           | Ruben Guerreiro              | Portugal                     | Katusha-Alpecin               | + 39 min 27 s                |
| 6e                           | Tao Geoghegan Hart           | Royaume-Uni                  | Team Ineos                    | + 1 h 01 min 26 s            |
| 7e                           | Kilian Frankiny              | Suisse                       | Groupama-FDJ                  | + 1 h 09 min 04 s            |
| 8e                           | Óscar Rodríguez Garaicoechea | Espagne                      | Euskadi Basque Country-Murias | + 1 h 10 min 36 s            |
| 9e                           | Ben O'Connor                 | Australie                    | Dimension Data                | + 1 h 23 min 15 s            |
| 10e                          | Sepp Kuss                    | États-Unis                   | Team Jumbo-Visma              | + 1 h 32 min 55 s            |

| Classement par équipes | Classement par équipes        | Classement par équipes | Classement par équipes |
| Équipe                 | Équipe                        | Pays                   | Temps                  |
| ---------------------- | ----------------------------- | ---------------------- | ---------------------- |
| 1re                    | Movistar Team                 | Espagne                | 248 h 26 min 24 s      |
| 2e                     | Astana                        | Kazakhstan             | + 51 min 38 s          |
| 3e                     | Team Jumbo-Visma              | Pays-Bas               | + 2 h 04 min 33 s      |
| 4e                     | Mitchelton-Scott              | Australie              | + 2 h 26 min 47 s      |
| 5e                     | AG2R La Mondiale              | France                 | + 3 h 14 min 43 s      |
| 6e                     | Team Sunweb                   | Allemagne              | + 3 h 20 min 18 s      |
| 7e                     | Euskadi Basque Country-Murias | Espagne                | + 3 h 39 min 09 s      |
| 8e                     | Bahrain-Merida                | Bahreïn                | + 3 h 45 min 14 s      |
| 9e                     | Dimension Data                | Afrique du Sud         | + 3 h 56 min 09 s      |
| 10e                    | Ineos                         | Royaume-Uni            | + 4 h 01 min 02 s      |

| Classement par équipes | Classement par équipes        | Classement par équipes | Classement par équipes |
| Équipe                 | Équipe                        | Pays                   | Temps                  |
| ---------------------- | ----------------------------- | ---------------------- | ---------------------- |
| 1re                    | Movistar Team                 | Espagne                | 248 h 26 min 24 s      |
| 2e                     | Astana                        | Kazakhstan             | + 51 min 38 s          |
| 3e                     | Team Jumbo-Visma              | Pays-Bas               | + 2 h 04 min 33 s      |
| 4e                     | Mitchelton-Scott              | Australie              | + 2 h 26 min 47 s      |
| 5e                     | AG2R La Mondiale              | France                 | + 3 h 14 min 43 s      |
| 6e                     | Team Sunweb                   | Allemagne              | + 3 h 20 min 18 s      |
| 7e                     | Euskadi Basque Country-Murias | Espagne                | + 3 h 39 min 09 s      |
| 8e                     | Bahrain-Merida                | Bahreïn                | + 3 h 45 min 14 s      |
| 9e                     | Dimension Data                | Afrique du Sud         | + 3 h 56 min 09 s      |
| 10e                    | Ineos                         | Royaume-Uni            | + 4 h 01 min 02 s      |

### Classements UCI
La course attribue des points au Classement mondial UCI 2019 selon le barème suivant :
| Position                   | 1er | 2e  | 3e  | 4e  | 5e  | 6e  | 7e  | 8e  | 9e  | 10e | 11e | 12e | 13e | 14e | 15e | 16e | 17e | 18e | 19e | 20e | 21e à 25e | 26e à 30e | 31e à 40e | 41e à 50e | 51e à 55e | 56e à 60e |
| -------------------------- | --- | --- | --- | --- | --- | --- | --- | --- | --- | --- | --- | --- | --- | --- | --- | --- | --- | --- | --- | --- | --------- | --------- | --------- | --------- | --------- | --------- |
| Classement général         | 850 | 680 | 575 | 460 | 380 | 320 | 260 | 220 | 180 | 140 | 120 | 100 | 84  | 68  | 60  | 56  | 52  | 48  | 44  | 40  | 32        | 24        | 20        | 16        | 12        | 8         |
| Par étapes                 | 100 | 40  | 20  | 12  | 4   |     |     |     |     |     |     |     |     |     |     |     |     |     |     |     |           |           |           |           |           |           |
| Classements finals annexes | 100 | 40  | 20  |     |     |     |     |     |     |     |     |     |     |     |     |     |     |     |     |     |           |           |           |           |           |           |
| Leader par étapes          | 20  |     |     |     |     |     |     |     |     |     |     |     |     |     |     |     |     |     |     |     |           |           |           |           |           |           |

## Évolution des classements

### Règlements
Le classement général, dont le leader porte le maillot rouge, s'établit en additionnant les temps réalisés à chaque étape, puis en ôtant d'éventuelles bonifications (10, 6 et 4 s à l'arrivée des étapes en ligne et 3, 2 et 1 s à chaque sprint intermédiaire). En cas d'égalité, les critères de départage, dans l'ordre, sont : centièmes de seconde enregistrés lors du contre-la-montre, addition des places obtenues lors de chaque étape, place obtenue lors de la dernière étape.
Le classement par points, dont le leader porte le maillot vert, est l'addition des points attribués à l'arrivée des étapes (25, 20, 16, 14, 12 et 10 points, puis en ôtant 1 pt par place perdue jusqu'au 15e, qui reçoit donc 1 pt) et aux sprints intermédiaires (4, 2 et 1 points). En cas d'égalité de points, les critères de départage, dans l'ordre, sont : nombre de victoires d'étape, de sprints intermédiaires, classement général.
Le classement du meilleur grimpeur, dont le leader porte le maillot blanc à pois bleu, consiste en l'addition des points obtenus au sommet de la Cima Alberto Fernandez (20, 15 10, 6, 4 et 2 pts) et des ascensions Hors catégorie (15, 10, 6, 4 et 2 pts) et de 1re (10, 6, 4, 2 et 1 pts), 2e (5, 3 et 1 pts) et 3e (3, 2 et 1 pts) catégorie. En cas d'égalité de points, les critères de départage, dans l'ordre, sont : passage en tête au sommet de la Cima Alberto Fernandez, nombre de premières places dans les ascensions Hors catégorie, puis de 1re, ensuite de 2e, enfin de 3e catégorie, classement général.
Le classement du meilleur jeune, dont le leader porte le maillot blanc, est le classement général des coureurs nés depuis le 1er janvier 1994.
Le classement par équipes de l'étape est l'addition des trois meilleurs temps individuels de chaque équipe. En cas d'égalité, les critères de départage, dans l'ordre, sont : addition des places des trois premiers coureurs des équipes concernées, place du meilleur coureur sur l'étape. Calculer le classement par équipes revient à additionner les classements par équipes de chaque étape. En cas d'égalité, les critères de départage, dans l'ordre, sont : nombre de premières places dans le classement par équipes du jour, nombre de deuxièmes places dans le classement par équipes du jour, etc., place au classement général du meilleur coureur des équipes concernées.

### Suivi étape par étape
| Étape              | Vainqueur          | Classement général | Classement par points | Classement de la montagne | Meilleur jeune     | Classement par équipes | Prix de la combativité |
| ------------------ | ------------------ | ------------------ | --------------------- | ------------------------- | ------------------ | ---------------------- | ---------------------- |
| 1                  | Astana             | Miguel Ángel López | Non décerné           | Non décerné               | Miguel Ángel López | Astana                 | Non décerné            |
| 2                  | Nairo Quintana     | Nicolas Roche      | Nairo Quintana        | Ángel Madrazo             | Miguel Ángel López | Sunweb                 | Ángel Madrazo          |
| 3                  | Sam Bennett        | Nicolas Roche      | Nairo Quintana        | Ángel Madrazo             | Miguel Ángel López | Sunweb                 | Ángel Madrazo          |
| 4                  | Fabio Jakobsen     | Nicolas Roche      | Sam Bennett           | Ángel Madrazo             | Miguel Ángel López | Sunweb                 | Jorge Cubero           |
| 5                  | Ángel Madrazo      | Miguel Ángel López | Sam Bennett           | Ángel Madrazo             | Miguel Ángel López | Movistar               | José Herrada           |
| 6                  | Jesús Herrada      | Dylan Teuns        | Sam Bennett           | Ángel Madrazo             | Miguel Ángel López | Movistar               | Jesús Herrada          |
| 7                  | Alejandro Valverde | Miguel Ángel López | Nairo Quintana        | Ángel Madrazo             | Miguel Ángel López | Movistar               | Sergio Henao           |
| 8                  | Nikias Arndt       | Nicolas Edet       | Nairo Quintana        | Ángel Madrazo             | Miguel Ángel López | Movistar               | David de la Cruz       |
| 9                  | Tadej Pogačar      | Nairo Quintana     | Nairo Quintana        | Ángel Madrazo             | Miguel Ángel López | Movistar               | Geoffrey Bouchard      |
| 10                 | Primož Roglič      | Primož Roglič      | Primož Roglič         | Ángel Madrazo             | Miguel Ángel López | Movistar               | Primož Roglič          |
| 11                 | Mikel Iturria      | Primož Roglič      | Primož Roglič         | Ángel Madrazo             | Miguel Ángel López | Movistar               | Alexander Aranburu     |
| 12                 | Philippe Gilbert   | Primož Roglič      | Primož Roglič         | Ángel Madrazo             | Miguel Ángel López | Movistar               | Philippe Gilbert       |
| 13                 | Tadej Pogačar      | Primož Roglič      | Primož Roglič         | Ángel Madrazo             | Tadej Pogačar      | Movistar               | Héctor Sáez            |
| 14                 | Sam Bennett        | Primož Roglič      | Primož Roglič         | Ángel Madrazo             | Tadej Pogačar      | Movistar               | Diego Rubio Hernández  |
| 15                 | Sepp Kuss          | Primož Roglič      | Primož Roglič         | Ángel Madrazo             | Tadej Pogačar      | Movistar               | Sergio Samitier        |
| 16                 | Jakob Fuglsang     | Primož Roglič      | Primož Roglič         | Geoffrey Bouchard         | Tadej Pogačar      | Movistar               | Ángel Madrazo          |
| 17                 | Philippe Gilbert   | Primož Roglič      | Primož Roglič         | Geoffrey Bouchard         | Tadej Pogačar      | Movistar               | Nairo Quintana         |
| 18                 | Sergio Higuita     | Primož Roglič      | Primož Roglič         | Geoffrey Bouchard         | Miguel Ángel López | Movistar               | Sergio Higuita         |
| 19                 | Rémi Cavagna       | Primož Roglič      | Primož Roglič         | Geoffrey Bouchard         | Miguel Ángel López | Movistar               | Rémi Cavagna           |
| 20                 | Tadej Pogačar      | Primož Roglič      | Primož Roglič         | Geoffrey Bouchard         | Tadej Pogačar      | Movistar               | Tao Geoghegan Hart     |
| 21                 | Fabio Jakobsen     | Primož Roglič      | Primož Roglič         | Geoffrey Bouchard         | Tadej Pogačar      | Movistar               | Non décerné            |
| Classements finals | Classements finals | Primož Roglič      | Primož Roglič         | Geoffrey Bouchard         | Tadej Pogačar      | Movistar               | Miguel Ángel López     |

## Liste des participants
- Liste de départ complète

| Légende                          | Légende                                                                                                  | Légende                             | Légende                                                                                          |
| -------------------------------- | --- | ----------------------------------- | ------------------------------------------------------------------------------------------------ |
| Num                              | Dossard de départ porté par le coureur sur cette Vuelta                                                  | Pos.                                | Position finale au classement général                                                            |
| Leader du classement général     | Indique le vainqueur du classement général                                                               | Leader du classement de la montagne | Indique le vainqueur du classement de la montagne                                                |
| Leader du classement par points  | Indique le vainqueur du classement par points                                                            | Leader du classement du combiné     | Indique le vainqueur du classement du meilleur jeune                                             |
| Leader du classement par équipes | Indique la meilleure équipe                                                                              |                                     | Indique un maillot de champion national ou mondial, suivi de sa spécialité                       |
| NP                               | Indique un coureur qui n'a pas pris le départ d'une étape, suivi du numéro de l'étape où il s'est retiré | AB                                  | Indique un coureur qui n'a pas terminé une étape, suivie du numéro de l'étape où il s'est retiré |
| HD                               | Indique un coureur qui a terminé une étape hors des délais, suivi du numéro de l'étape                   | EX                                  | Indique un coureur exclu pour non-respect du règlement                                           |

| Movistar Team MOV | Movistar Team MOV        | Movistar Team MOV |
| ----------------- | ------------------------ | ----------------- |
| Num               | Coureur                  | Pos               |
| 1                 | Alejandro Valverde (ESP) | 2e                |
| 2                 | Jorge Arcas (ESP)        | 93e               |
| 3                 | José Joaquín Rojas (ESP) | 30e               |
| 4                 | Imanol Erviti (ESP)      | 64e               |
| 5                 | Nélson Oliveira (POR)    | 46e               |
| 6                 | Antonio Pedrero (ESP)    | 43e               |
| 7                 | Nairo Quintana (COL)     | 4e                |
| 8                 | Marc Soler (ESP)         | 9e                |

| AG2R La Mondiale ALM | AG2R La Mondiale ALM    | AG2R La Mondiale ALM |
| -------------------- | ----------------------- | -------------------- |
| Num                  | Coureur                 | Pos                  |
| 11                   | Pierre Latour (FRA)     | 35e                  |
| 12                   | François Bidard (FRA)   | 24e                  |
| 13                   | Geoffrey Bouchard (FRA) | 47e                  |
| 14                   | Clément Chevrier (FRA)  | 59e                  |
| 15                   | Silvan Dillier (SUI)    | 72e                  |
| 16                   | Dorian Godon (FRA)      | 77e                  |
| 17                   | Quentin Jauregui (FRA)  | 81e                  |
| 18                   | Clément Venturini (FRA) | 90e                  |

| Astana AST | Astana AST               | Astana AST |
| ---------- | ------------------------ | ---------- |
| Num        | Coureur                  | Pos        |
| 21         | Miguel Ángel López (COL) | 5e         |
| 22         | Manuele Boaro (ITA)      | 128e       |
| 23         | Dario Cataldo (ITA)      | 68e        |
| 24         | Omar Fraile (ESP)        | 79e        |
| 25         | Jakob Fuglsang (DEN)     | 13e        |
| 26         | Gorka Izagirre (ESP)     | 53e        |
| 27         | Ion Izagirre (ESP)       | 16e        |
| 28         | Luis León Sánchez (ESP)  | 23e        |

| Bahrain-Merida TBM | Bahrain-Merida TBM        | Bahrain-Merida TBM |
| ------------------ | ------------------------- | ------------------ |
| Num                | Coureur                   | Pos                |
| 31                 | Mark Padun (UKR)          | 84e                |
| 32                 | Yukiya Arashiro (JPN)     | 110e               |
| 33                 | Phil Bauhaus (GER)        | AB-9               |
| 34                 | Heinrich Haussler (AUS)   | 132e               |
| 35                 | Domen Novak (SLO)         | 123e               |
| 36                 | Hermann Pernsteiner (AUT) | 15e                |
| 37                 | Luka Pibernik (SLO)       | 109e               |
| 38                 | Dylan Teuns (BEL)         | 12e                |

| Bora-Hansgrohe BOH | Bora-Hansgrohe BOH        | Bora-Hansgrohe BOH |
| ------------------ | ------------------------- | ------------------ |
| Num                | Coureur                   | Pos                |
| 41                 | Rafał Majka (POL)         | 6e                 |
| 42                 | Shane Archbold (NZL)      | 151e               |
| 43                 | Sam Bennett (IRL)         | 134e               |
| 44                 | Jempy Drucker (LUX)       | NP-20              |
| 45                 | Davide Formolo (ITA)      | NP-7               |
| 46                 | Felix Großschartner (AUT) | 36e                |
| 47                 | Gregor Mühlberger (AUT)   | AB-5               |
| 48                 | Paweł Poljański (POL)     | 57e                |

| CCC Team CCC | CCC Team CCC               | CCC Team CCC |
| ------------ | -------------------------- | ------------ |
| Num          | Coureur                    | Pos          |
| 51           | Víctor de la Parte (ESP)   | AB-6         |
| 52           | William Barta (USA)        | 131e         |
| 53           | Paweł Bernas (POL)         | 149e         |
| 54           | Patrick Bevin (NZL)        | NP-15        |
| 55           | Jonas Koch (GER)           | 60e          |
| 56           | Szymon Sajnok (POL)        | 142e         |
| 57           | Nathan Van Hooydonck (BEL) | 114e         |
| 58           | Francisco Ventoso (ESP)    | 97e          |

| Deceuninck-Quick Step DQT | Deceuninck-Quick Step DQT | Deceuninck-Quick Step DQT |
| ------------------------- | ------------------------- | ------------------------- |
| Num                       | Coureur                   | Pos                       |
| 61                        | Philippe Gilbert (BEL)    | 32e                       |
| 62                        | Eros Capecchi (ITA)       | 121e                      |
| 63                        | Rémi Cavagna (FRA)        | 52e                       |
| 64                        | Tim Declercq (BEL)        | 78e                       |
| 65                        | Fabio Jakobsen (NED)      | 145e                      |
| 66                        | James Knox (GBR)          | 11e                       |
| 67                        | Maximiliano Richeze (ARG) | 148e                      |
| 68                        | Zdeněk Štybar (CZE)       | 55e                       |

| EF Education First EF1 | EF Education First EF1   | EF Education First EF1 |
| ---------------------- | ------------------------ | ---------------------- |
| Num                    | Coureur                  | Pos                    |
| 71                     | Rigoberto Urán (COL)     | AB-6                   |
| 72                     | Hugh Carthy (GBR)        | AB-6                   |
| 73                     | Lawson Craddock (USA)    | 58e                    |
| 74                     | Mitchell Docker (AUS)    | 122e                   |
| 75                     | Sergio Higuita (COL)     | 14e                    |
| 76                     | Daniel Martínez (COL)    | 41e                    |
| 77                     | Logan Owen (USA)         | 126e                   |
| 78                     | Tejay van Garderen (USA) | AB-7                   |

| Groupama-FDJ GFC | Groupama-FDJ GFC        | Groupama-FDJ GFC |
| ---------------- | ----------------------- | ---------------- |
| Num              | Coureur                 | Pos              |
| 81               | Marc Sarreau (FRA)      | 139e             |
| 82               | Bruno Armirail (FRA)    | 91e              |
| 83               | Mickaël Delage (FRA)    | AB-3             |
| 84               | Kilian Frankiny (SUI)   | 21e              |
| 85               | Tobias Ludvigsson (SWE) | 44e              |
| 86               | Steve Morabito (SUI)    | 67e              |
| 87               | Romain Seigle (FRA)     | 80e              |
| 88               | Benjamin Thomas (FRA)   | NP-12            |

| Lotto-Soudal LTS | Lotto-Soudal LTS         | Lotto-Soudal LTS |
| ---------------- | ------------------------ | ---------------- |
| Num              | Coureur                  | Pos              |
| 91               | Thomas De Gendt (BEL)    | 56e              |
| 92               | Sander Armée (BEL)       | 73e              |
| 93               | Carl Fredrik Hagen (NOR) | 8e               |
| 94               | Tomasz Marczyński (POL)  | 74e              |
| 95               | Tosh Van der Sande (BEL) | 65e              |
| 96               | Brian van Goethem (NED)  | AB-15            |
| 97               | Harm Vanhoucke (BEL)     | 115e             |
| 98               | Jelle Wallays (BEL)      | 144e             |

| Mitchelton-Scott MTS | Mitchelton-Scott MTS | Mitchelton-Scott MTS |
| -------------------- | -------------------- | -------------------- |
| Num                  | Coureur              | Pos                  |
| 101                  | Esteban Chaves (COL) | 19e                  |
| 102                  | Sam Bewley (NZL)     | 100e                 |
| 103                  | Tsgabu Grmay (ETH)   | 62e                  |
| 104                  | Damien Howson (AUS)  | 49e                  |
| 105                  | Luka Mezgec (SLO)    | AB-14                |
| 106                  | Mikel Nieve (ESP)    | 10e                  |
| 107                  | Nick Schultz (AUS)   | 63e                  |
| 108                  | Dion Smith (NZL)     | 83e                  |

| Dimension Data TDD | Dimension Data TDD            | Dimension Data TDD |
| ------------------ | ----------------------------- | ------------------ |
| Num                | Coureur                       | Pos                |
| 111                | Louis Meintjes (RSA)          | 51e                |
| 112                | Nicholas Dlamini (RSA)        | 107e               |
| 113                | Amanuel Ghebreigzabhier (ERI) | AB-18              |
| 114                | Edvald Boasson Hagen (NOR)    | 96e                |
| 115                | Benjamin King (USA)           | 38e                |
| 116                | Ben O'Connor (AUS)            | 25e                |
| 117                | Rasmus Tiller (NOR)           | 130e               |
| 118                | Jacobus Venter (RSA)          | 129e               |

| Team Ineos INS | Team Ineos INS           | Team Ineos INS |
| -------------- | ------------------------ | -------------- |
| Num            | Coureur                  | Pos            |
| 121            | Wout Poels (NED)         | 34e            |
| 122            | David de la Cruz (ESP)   | 66e            |
| 123            | Owain Doull (GBR)        | 70e            |
| 124            | Tao Geoghegan Hart (GBR) | 20e            |
| 125            | Sebastián Henao (COL)    | 39e            |
| 126            | Vasil Kiryienka (BLR)    | AB-18          |
| 127            | Salvatore Puccio (ITA)   | 89e            |
| 128            | Ian Stannard (GBR)       | 106e           |

| Team Jumbo-Visma TJV | Team Jumbo-Visma TJV    | Team Jumbo-Visma TJV |
| -------------------- | ----------------------- | -------------------- |
| Num                  | Coureur                 | Pos                  |
| 131                  | Primož Roglič (SLO)     | 1er                  |
| 132                  | George Bennett (NZL)    | 33e                  |
| 133                  | Robert Gesink (NED)     | 27e                  |
| 134                  | Lennard Hofstede (NED)  | 152e                 |
| 135                  | Steven Kruijswijk (NED) | AB-4                 |
| 136                  | Sepp Kuss (USA)         | 29e                  |
| 137                  | Tony Martin (GER)       | AB-19                |
| 138                  | Neilson Powless (USA)   | 31e                  |

| Katusha-Alpecin TKA | Katusha-Alpecin TKA          | Katusha-Alpecin TKA |
| ------------------- | ---------------------------- | ------------------- |
| Num                 | Coureur                      | Pos                 |
| 141                 | Daniel Navarro (ESP)         | 40e                 |
| 142                 | Enrico Battaglin (ITA)       | 113e                |
| 143                 | Steff Cras (BEL)             | 76e                 |
| 144                 | Matteo Fabbro (ITA)          | 54e                 |
| 145                 | Ruben Guerreiro (POR)        | 17e                 |
| 146                 | Pavel Kochetkov (RUS)        | 98e                 |
| 147                 | Viatcheslav Kouznetsov (RUS) | 138e                |
| 148                 | Willie Smit (RSA)            | 118e                |

| Team Sunweb SUN | Team Sunweb SUN       | Team Sunweb SUN |
| --------------- | --------------------- | --------------- |
| Num             | Coureur               | Pos             |
| 151             | Wilco Kelderman (NED) | 7e              |
| 152             | Nikias Arndt (GER)    | 69e             |
| 153             | Casper Pedersen (DEN) | 103e            |
| 154             | Robert Power (AUS)    | 92e             |
| 155             | Nicolas Roche (IRL)   | AB-6            |
| 156             | Michael Storer (AUS)  | 99e             |
| 157             | Martijn Tusveld (NED) | 26e             |
| 158             | Max Walscheid (GER)   | 137e            |

| Trek-Segafredo TFS | Trek-Segafredo TFS       | Trek-Segafredo TFS |
| ------------------ | ------------------------ | ------------------ |
| Num                | Coureur                  | Pos                |
| 161                | Gianluca Brambilla (ITA) | 42e                |
| 162                | John Degenkolb (GER)     | 124e               |
| 163                | Niklas Eg (DEN)          | 37e                |
| 164                | Alex Kirsch (LUX)        | 125e               |
| 165                | Jacopo Mosca (ITA)       | 85e                |
| 166                | Kiel Reijnen (USA)       | 141e               |
| 167                | Peter Stetina (USA)      | 28e                |
| 168                | Edward Theuns (BEL)      | 133e               |

| UAE Team Emirates UAD | UAE Team Emirates UAD  | UAE Team Emirates UAD |
| --------------------- | ---------------------- | --------------------- |
| Num                   | Coureur                | Pos                   |
| 171                   | Fabio Aru (ITA)        | NP-13                 |
| 172                   | Valerio Conti (ITA)    | 71e                   |
| 173                   | Fernando Gaviria (COL) | 147e                  |
| 174                   | Sergio Henao (COL)     | 45e                   |
| 175                   | Marco Marcato (ITA)    | AB-19                 |
| 176                   | Sebastián Molano (COL) | 143e                  |
| 177                   | Tadej Pogačar (SLO)    | 3e                    |
| 178                   | Oliviero Troia (ITA)   | 150e                  |

| Burgos-BH BBH | Burgos-BH BBH        | Burgos-BH BBH |
| ------------- | -------------------- | ------------- |
| Num           | Coureur              | Pos           |
| 181           | Ángel Madrazo (ESP)  | 119e          |
| 182           | Jetse Bol (NED)      | 104e          |
| 183           | Óscar Cabedo (ESP)   | 116e          |
| 184           | Jorge Cubero (ESP)   | 136e          |
| 185           | Jesús Ezquerra (ESP) | 120e          |
| 186           | Nuno Bico (POR)      | 153e          |
| 187           | Diego Rubio (ESP)    | 146e          |
| 188           | Ricardo Vilela (POR) | 105e          |

| Caja Rural-Seguros RGA CJR | Caja Rural-Seguros RGA CJR | Caja Rural-Seguros RGA CJR |
| -------------------------- | -------------------------- | -------------------------- |
| Num                        | Coureur                    | Pos                        |
| 191                        | Sergey Chernetskiy (RUS)   | 111e                       |
| 192                        | Jon Aberasturi (ESP)       | 140e                       |
| 193                        | Alex Aranburu (ESP)        | 94e                        |
| 194                        | Domingos Gonçalves (POR)   | NP-14                      |
| 195                        | Jonathan Lastra (ESP)      | 101e                       |
| 196                        | Sergio Pardilla (ESP)      | 88e                        |
| 197                        | Cristian Rodríguez (ESP)   | 50e                        |
| 198                        | Gonzalo Serrano (ESP)      | 135e                       |

| Cofidis, Solutions Crédits COF | Cofidis, Solutions Crédits COF | Cofidis, Solutions Crédits COF |
| ------------------------------ | ------------------------------ | ------------------------------ |
| Num                            | Coureur                        | Pos                            |
| 201                            | Jesús Herrada (ESP)            | NP-17                          |
| 202                            | Darwin Atapuma (COL)           | 61e                            |
| 203                            | Nicolas Edet (FRA)             | 18e                            |
| 204                            | Jesper Hansen (DEN)            | AB-15                          |
| 205                            | José Herrada (ESP)             | 75e                            |
| 206                            | Luis Ángel Maté (ESP)          | 102e                           |
| 207                            | Stéphane Rossetto (FRA)        | 127e                           |
| 208                            | Damien Touzé (FRA)             | 108e                           |

| Euskadi Basque Country-Murias EUS | Euskadi Basque Country-Murias EUS  | Euskadi Basque Country-Murias EUS |
| --------------------------------- | ---------------------------------- | --------------------------------- |
| Num                               | Coureur                            | Pos                               |
| 211                               | Óscar Rodríguez Garaicoechea (ESP) | 22e                               |
| 212                               | Aritz Bagües (ESP)                 | 117e                              |
| 213                               | Fernando Barceló (ESP)             | 95e                               |
| 214                               | Cyril Barthe (FRA)                 | 86e                               |
| 215                               | Mikel Bizkarra (ESP)               | 48e                               |
| 216                               | Mikel Iturria (ESP)                | 87e                               |
| 217                               | Sergio Samitier (ESP)              | 82e                               |
| 218                               | Héctor Sáez (ESP)                  | 112e                              |

| Movistar Team MOV | Movistar Team MOV        | Movistar Team MOV |
| ----------------- | ------------------------ | ----------------- |
| Num               | Coureur                  | Pos               |
| 1                 | Alejandro Valverde (ESP) | 2e                |
| 2                 | Jorge Arcas (ESP)        | 93e               |
| 3                 | José Joaquín Rojas (ESP) | 30e               |
| 4                 | Imanol Erviti (ESP)      | 64e               |
| 5                 | Nélson Oliveira (POR)    | 46e               |
| 6                 | Antonio Pedrero (ESP)    | 43e               |
| 7                 | Nairo Quintana (COL)     | 4e                |
| 8                 | Marc Soler (ESP)         | 9e                |

| AG2R La Mondiale ALM | AG2R La Mondiale ALM    | AG2R La Mondiale ALM |
| -------------------- | ----------------------- | -------------------- |
| Num                  | Coureur                 | Pos                  |
| 11                   | Pierre Latour (FRA)     | 35e                  |
| 12                   | François Bidard (FRA)   | 24e                  |
| 13                   | Geoffrey Bouchard (FRA) | 47e                  |
| 14                   | Clément Chevrier (FRA)  | 59e                  |
| 15                   | Silvan Dillier (SUI)    | 72e                  |
| 16                   | Dorian Godon (FRA)      | 77e                  |
| 17                   | Quentin Jauregui (FRA)  | 81e                  |
| 18                   | Clément Venturini (FRA) | 90e                  |

| Astana AST | Astana AST               | Astana AST |
| ---------- | ------------------------ | ---------- |
| Num        | Coureur                  | Pos        |
| 21         | Miguel Ángel López (COL) | 5e         |
| 22         | Manuele Boaro (ITA)      | 128e       |
| 23         | Dario Cataldo (ITA)      | 68e        |
| 24         | Omar Fraile (ESP)        | 79e        |
| 25         | Jakob Fuglsang (DEN)     | 13e        |
| 26         | Gorka Izagirre (ESP)     | 53e        |
| 27         | Ion Izagirre (ESP)       | 16e        |
| 28         | Luis León Sánchez (ESP)  | 23e        |

| Bahrain-Merida TBM | Bahrain-Merida TBM        | Bahrain-Merida TBM |
| ------------------ | ------------------------- | ------------------ |
| Num                | Coureur                   | Pos                |
| 31                 | Mark Padun (UKR)          | 84e                |
| 32                 | Yukiya Arashiro (JPN)     | 110e               |
| 33                 | Phil Bauhaus (GER)        | AB-9               |
| 34                 | Heinrich Haussler (AUS)   | 132e               |
| 35                 | Domen Novak (SLO)         | 123e               |
| 36                 | Hermann Pernsteiner (AUT) | 15e                |
| 37                 | Luka Pibernik (SLO)       | 109e               |
| 38                 | Dylan Teuns (BEL)         | 12e                |

| Bora-Hansgrohe BOH | Bora-Hansgrohe BOH        | Bora-Hansgrohe BOH |
| ------------------ | ------------------------- | ------------------ |
| Num                | Coureur                   | Pos                |
| 41                 | Rafał Majka (POL)         | 6e                 |
| 42                 | Shane Archbold (NZL)      | 151e               |
| 43                 | Sam Bennett (IRL)         | 134e               |
| 44                 | Jempy Drucker (LUX)       | NP-20              |
| 45                 | Davide Formolo (ITA)      | NP-7               |
| 46                 | Felix Großschartner (AUT) | 36e                |
| 47                 | Gregor Mühlberger (AUT)   | AB-5               |
| 48                 | Paweł Poljański (POL)     | 57e                |

| CCC Team CCC | CCC Team CCC               | CCC Team CCC |
| ------------ | -------------------------- | ------------ |
| Num          | Coureur                    | Pos          |
| 51           | Víctor de la Parte (ESP)   | AB-6         |
| 52           | William Barta (USA)        | 131e         |
| 53           | Paweł Bernas (POL)         | 149e         |
| 54           | Patrick Bevin (NZL)        | NP-15        |
| 55           | Jonas Koch (GER)           | 60e          |
| 56           | Szymon Sajnok (POL)        | 142e         |
| 57           | Nathan Van Hooydonck (BEL) | 114e         |
| 58           | Francisco Ventoso (ESP)    | 97e          |

| Deceuninck-Quick Step DQT | Deceuninck-Quick Step DQT | Deceuninck-Quick Step DQT |
| ------------------------- | ------------------------- | ------------------------- |
| Num                       | Coureur                   | Pos                       |
| 61                        | Philippe Gilbert (BEL)    | 32e                       |
| 62                        | Eros Capecchi (ITA)       | 121e                      |
| 63                        | Rémi Cavagna (FRA)        | 52e                       |
| 64                        | Tim Declercq (BEL)        | 78e                       |
| 65                        | Fabio Jakobsen (NED)      | 145e                      |
| 66                        | James Knox (GBR)          | 11e                       |
| 67                        | Maximiliano Richeze (ARG) | 148e                      |
| 68                        | Zdeněk Štybar (CZE)       | 55e                       |

| EF Education First EF1 | EF Education First EF1   | EF Education First EF1 |
| ---------------------- | ------------------------ | ---------------------- |
| Num                    | Coureur                  | Pos                    |
| 71                     | Rigoberto Urán (COL)     | AB-6                   |
| 72                     | Hugh Carthy (GBR)        | AB-6                   |
| 73                     | Lawson Craddock (USA)    | 58e                    |
| 74                     | Mitchell Docker (AUS)    | 122e                   |
| 75                     | Sergio Higuita (COL)     | 14e                    |
| 76                     | Daniel Martínez (COL)    | 41e                    |
| 77                     | Logan Owen (USA)         | 126e                   |
| 78                     | Tejay van Garderen (USA) | AB-7                   |

| Groupama-FDJ GFC | Groupama-FDJ GFC        | Groupama-FDJ GFC |
| ---------------- | ----------------------- | ---------------- |
| Num              | Coureur                 | Pos              |
| 81               | Marc Sarreau (FRA)      | 139e             |
| 82               | Bruno Armirail (FRA)    | 91e              |
| 83               | Mickaël Delage (FRA)    | AB-3             |
| 84               | Kilian Frankiny (SUI)   | 21e              |
| 85               | Tobias Ludvigsson (SWE) | 44e              |
| 86               | Steve Morabito (SUI)    | 67e              |
| 87               | Romain Seigle (FRA)     | 80e              |
| 88               | Benjamin Thomas (FRA)   | NP-12            |

| Lotto-Soudal LTS | Lotto-Soudal LTS         | Lotto-Soudal LTS |
| ---------------- | ------------------------ | ---------------- |
| Num              | Coureur                  | Pos              |
| 91               | Thomas De Gendt (BEL)    | 56e              |
| 92               | Sander Armée (BEL)       | 73e              |
| 93               | Carl Fredrik Hagen (NOR) | 8e               |
| 94               | Tomasz Marczyński (POL)  | 74e              |
| 95               | Tosh Van der Sande (BEL) | 65e              |
| 96               | Brian van Goethem (NED)  | AB-15            |
| 97               | Harm Vanhoucke (BEL)     | 115e             |
| 98               | Jelle Wallays (BEL)      | 144e             |

| Mitchelton-Scott MTS | Mitchelton-Scott MTS | Mitchelton-Scott MTS |
| -------------------- | -------------------- | -------------------- |
| Num                  | Coureur              | Pos                  |
| 101                  | Esteban Chaves (COL) | 19e                  |
| 102                  | Sam Bewley (NZL)     | 100e                 |
| 103                  | Tsgabu Grmay (ETH)   | 62e                  |
| 104                  | Damien Howson (AUS)  | 49e                  |
| 105                  | Luka Mezgec (SLO)    | AB-14                |
| 106                  | Mikel Nieve (ESP)    | 10e                  |
| 107                  | Nick Schultz (AUS)   | 63e                  |
| 108                  | Dion Smith (NZL)     | 83e                  |

| Dimension Data TDD | Dimension Data TDD            | Dimension Data TDD |
| ------------------ | ----------------------------- | ------------------ |
| Num                | Coureur                       | Pos                |
| 111                | Louis Meintjes (RSA)          | 51e                |
| 112                | Nicholas Dlamini (RSA)        | 107e               |
| 113                | Amanuel Ghebreigzabhier (ERI) | AB-18              |
| 114                | Edvald Boasson Hagen (NOR)    | 96e                |
| 115                | Benjamin King (USA)           | 38e                |
| 116                | Ben O'Connor (AUS)            | 25e                |
| 117                | Rasmus Tiller (NOR)           | 130e               |
| 118                | Jacobus Venter (RSA)          | 129e               |

| Team Ineos INS | Team Ineos INS           | Team Ineos INS |
| -------------- | ------------------------ | -------------- |
| Num            | Coureur                  | Pos            |
| 121            | Wout Poels (NED)         | 34e            |
| 122            | David de la Cruz (ESP)   | 66e            |
| 123            | Owain Doull (GBR)        | 70e            |
| 124            | Tao Geoghegan Hart (GBR) | 20e            |
| 125            | Sebastián Henao (COL)    | 39e            |
| 126            | Vasil Kiryienka (BLR)    | AB-18          |
| 127            | Salvatore Puccio (ITA)   | 89e            |
| 128            | Ian Stannard (GBR)       | 106e           |

| Team Jumbo-Visma TJV | Team Jumbo-Visma TJV    | Team Jumbo-Visma TJV |
| -------------------- | ----------------------- | -------------------- |
| Num                  | Coureur                 | Pos                  |
| 131                  | Primož Roglič (SLO)     | 1er                  |
| 132                  | George Bennett (NZL)    | 33e                  |
| 133                  | Robert Gesink (NED)     | 27e                  |
| 134                  | Lennard Hofstede (NED)  | 152e                 |
| 135                  | Steven Kruijswijk (NED) | AB-4                 |
| 136                  | Sepp Kuss (USA)         | 29e                  |
| 137                  | Tony Martin (GER)       | AB-19                |
| 138                  | Neilson Powless (USA)   | 31e                  |

| Katusha-Alpecin TKA | Katusha-Alpecin TKA          | Katusha-Alpecin TKA |
| ------------------- | ---------------------------- | ------------------- |
| Num                 | Coureur                      | Pos                 |
| 141                 | Daniel Navarro (ESP)         | 40e                 |
| 142                 | Enrico Battaglin (ITA)       | 113e                |
| 143                 | Steff Cras (BEL)             | 76e                 |
| 144                 | Matteo Fabbro (ITA)          | 54e                 |
| 145                 | Ruben Guerreiro (POR)        | 17e                 |
| 146                 | Pavel Kochetkov (RUS)        | 98e                 |
| 147                 | Viatcheslav Kouznetsov (RUS) | 138e                |
| 148                 | Willie Smit (RSA)            | 118e                |

| Team Sunweb SUN | Team Sunweb SUN       | Team Sunweb SUN |
| --------------- | --------------------- | --------------- |
| Num             | Coureur               | Pos             |
| 151             | Wilco Kelderman (NED) | 7e              |
| 152             | Nikias Arndt (GER)    | 69e             |
| 153             | Casper Pedersen (DEN) | 103e            |
| 154             | Robert Power (AUS)    | 92e             |
| 155             | Nicolas Roche (IRL)   | AB-6            |
| 156             | Michael Storer (AUS)  | 99e             |
| 157             | Martijn Tusveld (NED) | 26e             |
| 158             | Max Walscheid (GER)   | 137e            |

| Trek-Segafredo TFS | Trek-Segafredo TFS       | Trek-Segafredo TFS |
| ------------------ | ------------------------ | ------------------ |
| Num                | Coureur                  | Pos                |
| 161                | Gianluca Brambilla (ITA) | 42e                |
| 162                | John Degenkolb (GER)     | 124e               |
| 163                | Niklas Eg (DEN)          | 37e                |
| 164                | Alex Kirsch (LUX)        | 125e               |
| 165                | Jacopo Mosca (ITA)       | 85e                |
| 166                | Kiel Reijnen (USA)       | 141e               |
| 167                | Peter Stetina (USA)      | 28e                |
| 168                | Edward Theuns (BEL)      | 133e               |

| UAE Team Emirates UAD | UAE Team Emirates UAD  | UAE Team Emirates UAD |
| --------------------- | ---------------------- | --------------------- |
| Num                   | Coureur                | Pos                   |
| 171                   | Fabio Aru (ITA)        | NP-13                 |
| 172                   | Valerio Conti (ITA)    | 71e                   |
| 173                   | Fernando Gaviria (COL) | 147e                  |
| 174                   | Sergio Henao (COL)     | 45e                   |
| 175                   | Marco Marcato (ITA)    | AB-19                 |
| 176                   | Sebastián Molano (COL) | 143e                  |
| 177                   | Tadej Pogačar (SLO)    | 3e                    |
| 178                   | Oliviero Troia (ITA)   | 150e                  |

| Burgos-BH BBH | Burgos-BH BBH        | Burgos-BH BBH |
| ------------- | -------------------- | ------------- |
| Num           | Coureur              | Pos           |
| 181           | Ángel Madrazo (ESP)  | 119e          |
| 182           | Jetse Bol (NED)      | 104e          |
| 183           | Óscar Cabedo (ESP)   | 116e          |
| 184           | Jorge Cubero (ESP)   | 136e          |
| 185           | Jesús Ezquerra (ESP) | 120e          |
| 186           | Nuno Bico (POR)      | 153e          |
| 187           | Diego Rubio (ESP)    | 146e          |
| 188           | Ricardo Vilela (POR) | 105e          |

| Caja Rural-Seguros RGA CJR | Caja Rural-Seguros RGA CJR | Caja Rural-Seguros RGA CJR |
| -------------------------- | -------------------------- | -------------------------- |
| Num                        | Coureur                    | Pos                        |
| 191                        | Sergey Chernetskiy (RUS)   | 111e                       |
| 192                        | Jon Aberasturi (ESP)       | 140e                       |
| 193                        | Alex Aranburu (ESP)        | 94e                        |
| 194                        | Domingos Gonçalves (POR)   | NP-14                      |
| 195                        | Jonathan Lastra (ESP)      | 101e                       |
| 196                        | Sergio Pardilla (ESP)      | 88e                        |
| 197                        | Cristian Rodríguez (ESP)   | 50e                        |
| 198                        | Gonzalo Serrano (ESP)      | 135e                       |

| Cofidis, Solutions Crédits COF | Cofidis, Solutions Crédits COF | Cofidis, Solutions Crédits COF |
| ------------------------------ | ------------------------------ | ------------------------------ |
| Num                            | Coureur                        | Pos                            |
| 201                            | Jesús Herrada (ESP)            | NP-17                          |
| 202                            | Darwin Atapuma (COL)           | 61e                            |
| 203                            | Nicolas Edet (FRA)             | 18e                            |
| 204                            | Jesper Hansen (DEN)            | AB-15                          |
| 205                            | José Herrada (ESP)             | 75e                            |
| 206                            | Luis Ángel Maté (ESP)          | 102e                           |
| 207                            | Stéphane Rossetto (FRA)        | 127e                           |
| 208                            | Damien Touzé (FRA)             | 108e                           |

| Euskadi Basque Country-Murias EUS | Euskadi Basque Country-Murias EUS  | Euskadi Basque Country-Murias EUS |
| --------------------------------- | ---------------------------------- | --------------------------------- |
| Num                               | Coureur                            | Pos                               |
| 211                               | Óscar Rodríguez Garaicoechea (ESP) | 22e                               |
| 212                               | Aritz Bagües (ESP)                 | 117e                              |
| 213                               | Fernando Barceló (ESP)             | 95e                               |
| 214                               | Cyril Barthe (FRA)                 | 86e                               |
| 215                               | Mikel Bizkarra (ESP)               | 48e                               |
| 216                               | Mikel Iturria (ESP)                | 87e                               |
| 217                               | Sergio Samitier (ESP)              | 82e                               |
| 218                               | Héctor Sáez (ESP)                  | 112e                              |